# Église Saint-Germain de Saint-Germain-le-Guillaume
Pour les articles homonymes, voir Église Saint-Germain.
L'église Saint-Germain est une église catholique située à Saint-Germain-le-Guillaume, dans le département français de la Mayenne.

## Localisation
L'église est située dans le bourg de Saint-Germain-le-Guillaume, au croisement des routes départementales 123, 131 et 165.

## Histoire
Placée sous le patronyme de saint Germain, évêque d'Auxerre, l'église a été reconstruite à l'emplacement de l'ancien édifice devenu trop exigu.
Le conseil municipal donne son avis favorable à la reconstruction le 9 mai 1859. Le chantier dure de 1859 et 1862 sur les plans de l'architecte Lemesle et sur un devis de 35 000 francs. Sur cette somme totale, 13 685 francs proviennent de souscriptions particulières, 3 000 francs d'un don de l'État et 18 315 francs payés par la fabrique.
L'inventaire se déroula le 10 février 1906.

## Architecture et extérieurs
L'église est de style gothique.

## Intérieur
Deux autels sont implantés de part et d'autre du chœur. L'un est dédié à la Vierge Marie et l'autre à saint Louis. Devant ce second autel est placée la pierre tombale de René Martin, curé de la paroisse mort le 10 février 1818.
Un vitrail monumental de 5 mètres sur 2 représente saint André et saint Germain, patron de la paroisse. De part et d'autre de celui-ci figurent deux vitraux datant de 1936, le premier offert par la famille Garnavault représentant saint Louis et saint Pierre, le second offert par la famille Outrey représentant saint Cécile et sainte Élisabeth.
Deux cloches sont bénites en 1872 par le doyen de Chailland. La première, nommée Eugénie Caroline Marie, mesure 1,07 mètre de diamètre et pèse 750 kilos ; la seconde, nommée Rose Joséphine Marie, mesure 0,96 mètre de diamètre et pèse 520 kilos. Elles ont toutes deux été fondues dans l'atelier de Louis Bollée du Mans.

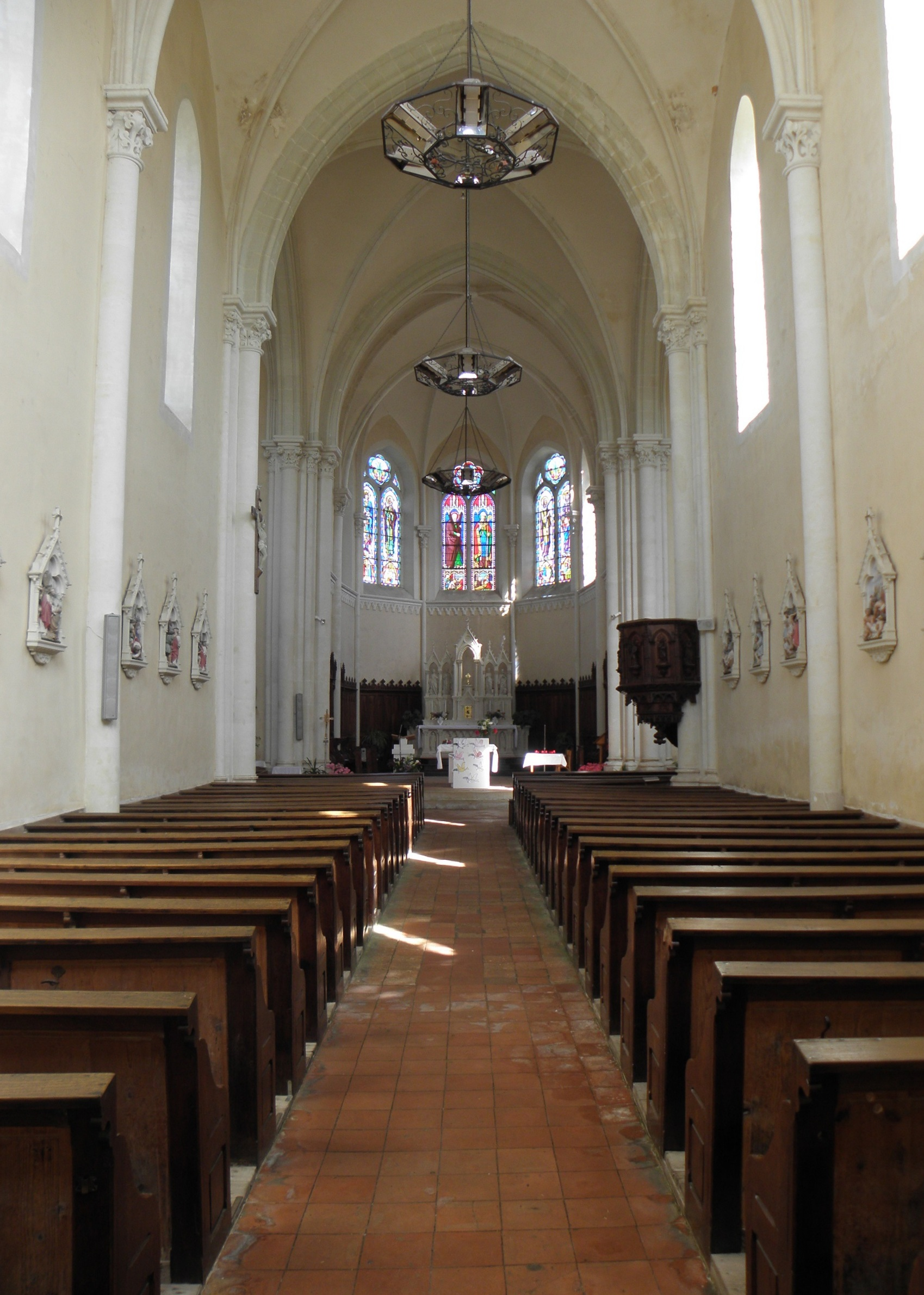
La nef.
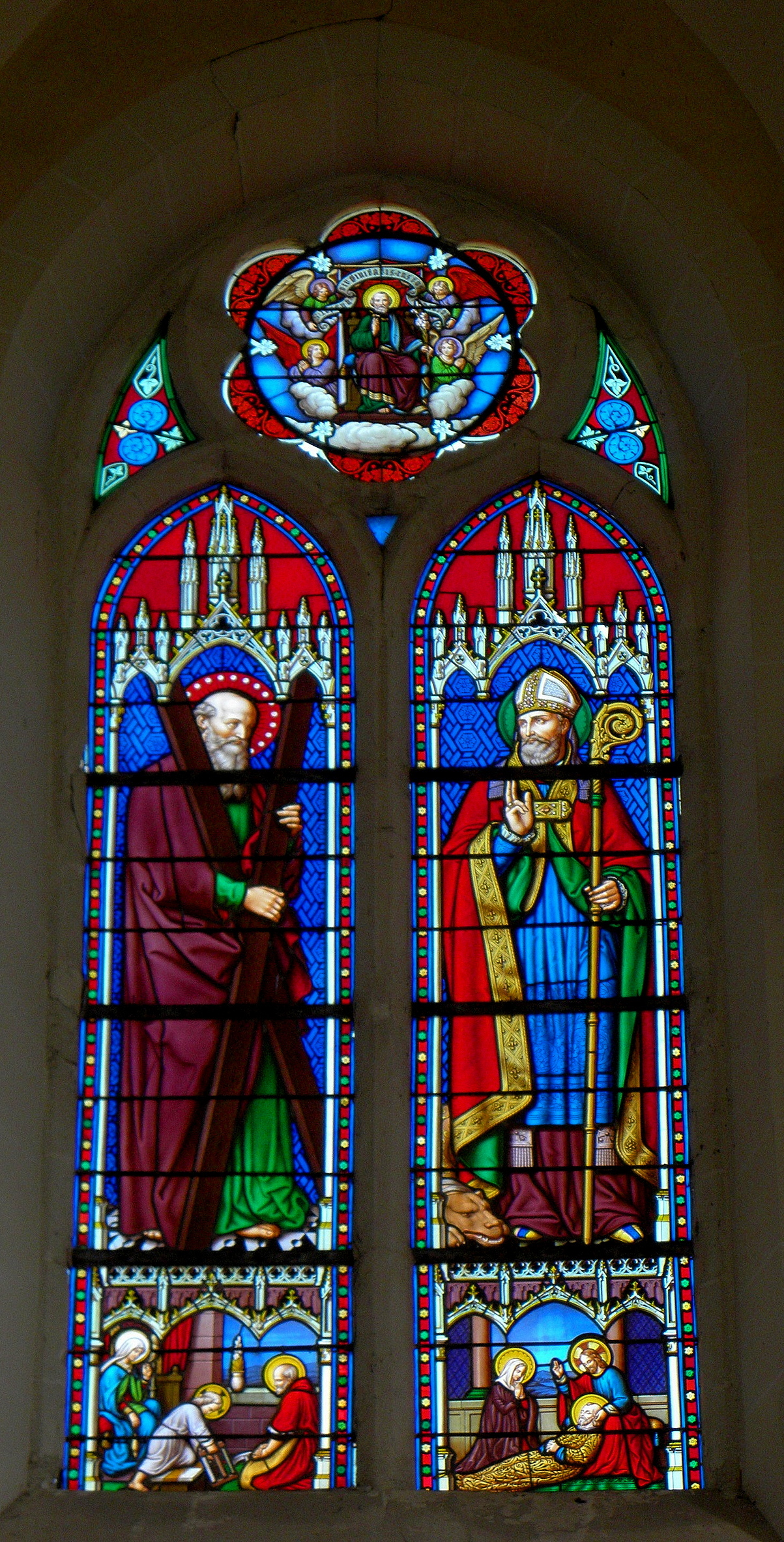
Le vitrail de la façade.